# Coriocarcinoma
Coriocarcinoma, Corioepitelioma ou Neoplasia trofoblástica gestacional é um câncer de células germinais, de rápido crescimento, que geralmente se forma no útero durante a gravidez. As células que deveriam formar a placenta fazem uma transformação maligna, com ampla revascularização que permite rapidamente fazer metástases para os pulmões e/ou fígado pelo sangue. Também existe coriocarcinomas em ovários ou testículos, mas são mais raros.

## Causas
Em útero é precedido por:
- Mola hidatiforme (50% dos casos)
- Gravidez molar (20-30% dos casos)
- Aborto espontâneo (20% dos casos)
- Gravidez ectópica (2% dos casos)

Pode ocorrer durante ou após uma gravidez normal. Deve-se analisar se a placenta saiu completamente após o parto para evitar cânceres uterinos.
Placenta com tecido anormal pode desenvolver câncer mesmo após a mola hidatiforme completa ser extirpada.

## Sinais e sintomas
Os sintomas do coriocarcinoma da placenta:
- Dor pélvica,
- Inchaço uterino,
- Sangramento vaginal irregular,
- Aumento da Gonadotrofina Coriônica Humana beta (GCH-B).

## Tratamento
Principalmente por quimioterapia e radioterapia. A remoção do útero (histerectomia) pode ser recomendada em maiores de 40 anos. 